# Estació de Vilanova Oest
Vilanova Oest és una estació de ferrocarril en projecte que s'ubicarà al sud-oest del nucli urbà del municipi de Vilanova i la Geltrú, a la comarca del Garraf. A l'estació hi pararan trens de la futura línia Orbital Ferroviària (LOF), i se situarà entre els barris d'Aragai i la Carrerada, a la Ronda Ibèrica.

## Serveis ferroviaris
| Rodalia de Barcelona   |                 |               |                      |                        |
| Procedència/Destinació | <               | Línia         | >                    | Procedència/Destinació |
| Projectat              |                 |               |                      |                        |
| Mataró                 | Vilanova Centre | Línia Orbital | Vilanova i la Geltrú | Vilanova i la Geltrú   |